# إدموند هانراهان
إدموند هانراهان هو سياسي كندي، ولد في 1802، وتوفي في 1875.